# イーハー!きょうりゅうぼくじょう
イーハー！きょうりゅうぼくじょう（原題 : Dino Ranch）は、2021年1月16日からディズニージュニアで放送されている幼児向けアニメ。
日本では同年10月17日からディズニー・チャンネルで、その後ディズニージュニアでも放送を開始した。この他にもイギリスのタイニーポップ、カナダのCBC Kidsで放送されている。また、Disney+で世界的に配信されている。
本作は、人類と恐竜が共存する世界を舞台に、3兄妹、ジョン、ミン、ミゲルが「恐竜牧場隊」となって牧場で起きる様々な出来事に立ち向かいながら成長していく物語となっている。

## キャラクター

### 恐竜牧場隊
ジョン
声:保澄しのぶ
どんな問題が起こっても恐れない勇敢な3兄妹の長男。10歳。
ミン
声:青耶木まゆ
困っている恐竜を助ける優しい3兄妹の真ん中っ子。8歳。
ミゲル声:國松沙矢香
研究熱心な3兄妹の末っ子。6歳。
ブリッツ
ジョンの相棒のヴェロキラプトル。
クローバー
ミンの相棒のブロントサウルス。
タンゴ
ミゲルの相棒のトリケラトプス。

### ブラック団
クララ
声:小桧山美樹
ブラック団のリーダー的存在の女の子。
アイク
声:仁木祥太郎
ブラック団の中で一番意地の悪い男の子。
オーギー
声:梅村さえ
ブラック団の中で一番優しい男の子。

## エピソード

### シーズン1(2021年〜2022年)
| #  | エピソード                         | 放送日             | 放送日          |
| #  | エピソード                         | アメリカ合衆国の旗 | 日本の旗        |
| -- | ---------------------------------- | ------------------ | --------------- |
| 1  | ジョンひとりでがんばる             | 2021年 1月16日     | 2021年 10月17日 |
| 1  | ミンのさがしもの                   | 2021年 1月16日     | 2021年 10月17日 |
| 2  | スピノサウルスをとめるぞ！         | 1月23日            | 10月24日        |
| 2  | おばけきょうりゅう                 | 1月23日            | 10月24日        |
| 3  | ママへのプレゼント                 | 1月30日            | 10月31日        |
| 3  | プテディのベッド                   | 1月30日            | 10月31日        |
| 4  | ジョンのちかみち                   | 2月6日             | 11月7日         |
| 4  | おおきなリンゴのきのしたで         | 2月6日             | 11月7日         |
| 5  | ちっちゃなヒーロー                 | 2月13日            | 11月14日        |
| 5  | ミンの きょうりゅうちょうしんき    | 2月13日            | 11月14日        |
| 6  | ブラックだんのピンチ               | 2月20日            | 11月21日        |
| 6  | かぞくがいちばん                   | 2月20日            | 11月21日        |
| 7  | クローバーとあかちゃんきょうりゅう | 2月27日            | 11月28日        |
| 7  | タンゴのしんゆう                   | 2月27日            | 11月28日        |
| 8  | ワンダの ともだちづくり            | 3月13日            | 12月5日         |
| 8  | ミゲル コンピーとたいけつ          | 3月13日            | 12月5日         |
| 9  | にげたぼうしを おえ！              | 3月27日            | 12月12日        |
| 9  | きょうりゅうジェット               | 3月27日            | 12月12日        |
| 10 | どろぼうは だれ？                  | 4月3日             | 12月19日        |
| 10 | クローバーの だいジャンプ          | 4月3日             | 12月19日        |
| 11 | ゆうしゃジョン                     | 4月24日            | 12月26日        |
| 11 | ミンのやさしさ                     | 4月24日            | 12月26日        |
| 12 | バンジョーのヒーロー               | 5月8日             | 2022年 1月2日   |
| 12 | サンダーフットだいさくせん         | 5月8日             | 2022年 1月2日   |
| 13 | きえた きょうりゅう                | 5月15日            | 1月9日          |
| 13 | きょうりゅうフラフラびょう         | 5月15日            | 1月9日          |
| 14 | ゴリアテとクローバー               | 6月5日             | 1月16日         |
| 14 | レベルのなかま                     | 6月5日             | 1月16日         |
| 15 | ぼくじょうでたからさがし           | 6月19日            | 1月23日         |
| 15 | すてきなおとなりさん               | 6月19日            | 1月23日         |
| 16 | ブリッツにげまわる                 | 7月3日             | 1月30日         |
| 16 | おおきなあかちゃんきょうりゅう     | 7月3日             | 1月30日         |
| 17 | プテロダクティルスがせめてきた     | 7月17日            | 2月6日          |
| 17 | かいとうソニー                     | 7月17日            | 2月6日          |
| 18 | きょうりゅうにきょうりょく         | 8月14日            | 2月13日         |
| 18 | きけんが いっぱい                  | 8月14日            | 2月13日         |
| 19 | ミンのおたのしみかい               | 10月9日            | 2023年 4月16日  |
| 19 | とべ！そらたかく                   | 10月9日            | 2023年 4月16日  |
| 20 | とりかえっこ                       | 10月23日           | 2023年 4月16日  |
| 20 | たまげたたまご                     | 10月23日           | 2023年 4月16日  |
| 21 | きょうだいげんか                   | 11月6日            | 2023年 4月16日  |
| 21 | きょうだいきょうりゅうのげきとつ   | 11月6日            | 2023年 4月16日  |
| 22 | とべないきょうりゅう               | 11月20日           | 2023年 4月16日  |
| 22 | ぷんぷんぐさのけっとう             | 11月20日           | 2023年 4月16日  |
| 23 | みんなでいっしょに                 | 11月27日           | 2023年 4月16日  |
| 23 | ぼくにまかせて                     | 11月27日           | 2023年 4月16日  |
| 24 | あらしにちゅうい                   | 12月11日           | 2023年 4月16日  |
| 24 | あかちゃんティラノと2とうのパパ    | 12月11日           | 2023年 4月16日  |
| 25 | きょうりゅうきゅうしゅつさくせん   | 12月25日           | 2023年 4月16日  |
| 25 | たのしいぼくじょうパーティー       | 12月25日           | 2023年 4月16日  |
| 26 | きょうりゅうのリーダー             | 2022年 1月1日      | 2023年 4月16日  |
| 26 | ミンはかんぺき                     | 2022年 1月1日      | 2023年 4月16日  |

### シーズン2(2022年〜)
| #  | エピソード                   | 放送日             | 放送日         |
| #  | エピソード                   | アメリカ合衆国の旗 | 日本の旗       |
| -- | ---------------------------- | ------------------ | -------------- |
| 27 | サンダーフットをおいかけろ！ | 2022年 7月22日     | 2023年 4月16日 |
| 27 | つきのユリのかがやき         | 2022年 7月22日     | 2023年 4月16日 |
| 28 | ボッパーのおふろ             | 7月29日            | 4月23日        |
| 28 | ミンと かぞくのおしえ        | 7月29日            | 4月23日        |
| 29 | タンゴ こもりをする          | 8月5日             | 4月30日        |
| 29 | ビュンビュン ジップ          | 8月5日             | 4月30日        |
| 30 | きょうりゅうメガトラック     | 8月13日            | 5月4日         |
| 30 | ビスケットに ほめられた      | 8月13日            | 5月4日         |
| 31 | とべ！ぼくじょうたい         | 8月20日            | 5月14日        |
| 31 | そらとぶレスキューたい       | 8月20日            | 5月14日        |
| 32 | あたらしい つばさ            | 8月27日            | 6月3日         |
| 32 | たまごを すくえ！            | 8月27日            | 6月3日         |
| 33 | ジュニア だいかつやく！      | 9月3日             | 9月14日        |
| 33 | すてきな わがや              | 9月3日             | 9月14日        |
| 34 | もののけきょうりゅう         | 9月10日            | 10月14日       |
| 34 | ジョンの かんちがい          | 9月10日            | 10月14日       |

## 特別放送
- 2022年4月17日14時30分から新作3話がディズニージュニアで連続放送された。[出典 2]
- 2023年4月16日11時30分から「恐竜の日」に合わせて日本初登場エピソードを含む新作8話が連続放送された。

## グッズ
- ぬいぐるみ(ブリッツ)

- フィギュアセット(恐竜牧場隊)

- イーハー！きょうりゅうぼくじょう　Tシャツと半ズボンセット